# Impressum (Gewerkschaft)
«impressum – die Schweizer Journalistinnen» mit Sitz in Freiburg im Üechtland ist die grösste Organisation von Medienschaffenden der Schweiz und Liechtensteins.
Es ist sowohl ein Berufsverband als auch eine tariffähige Organisation, in letztgenannter Funktion handelt sie Gesamtarbeitsverträge und Sozialpläne für seine Mitglieder aus. Der Verband gehört den gewerkschaftlichen Dachorganisationen wie beispielsweise dem Schweizerischen Gewerkschaftsbund oder Travail Suisse nicht an.
Der Verband hat knapp 5000 Mitglieder aus allen Medienberufen. Die meisten davon sind Berufsjournalistinnen und -journalisten.

## Struktur
Gemäss den Statuten hat die Organisation die Rechtsform eines Vereins. Die leitenden Organe sind die Delegiertenversammlung, der Vorstand und die Geschäftsführung. Die Delegierten werden für die Delegiertenversammlung durch die Sektionen nominiert.
13 regionale Sektionen sind angegliedert. Dazu kommen je eine sprachregionale Interessensektion für Berufsfotografen sowie zwei Arbeitsgemeinschaften für freiberufliche Medienschaffende. Die Sektionen sind ihrerseits juristisch eigenständige Vereine und durch ihre Statuten an impressum geknüpft. Die Verbandsmitglieder sind sowohl bei einer Sektion als auch beim impressum Vereinsmitglied.

## Zielsetzungen
Die Zielsetzungen sind in den Statuten und im Leitbild geregelt. Als Akteur der Zivilgesellschaft verteidigt der Verein die journalistische Unabhängigkeit, die Meinungsfreiheit sowie weitere Interessen seiner Mitglieder und der journalistischen Branche gegenüber Arbeitgebern, Politik, Wirtschaft und Zivilgesellschaft auf nationaler und internationaler Ebene.

## Presseausweis und Berufsregister
Zusammen mit zwei weiteren Journalistenorganisationen (Schweizer Syndikat Medienschaffender und syndicom) führt der Verband ein Berufsregister für Journalisten und gibt den darauf beruhenden «Presseausweis BR» heraus. Journalisten im BR verpflichten sich selbst auf die «Erklärung der Rechte und Pflichten der Journalistinnen und Journalisten», welche die Basis der Stellungnahmen des Schweizer Presserats bildet. 

## Geschichte
Die Geschichte geht auf den 1883 gegründeten Schweizerischen Presseverband zurück, der jedoch auch Verleger und Herausgeber umfasste, und sich 1893 in Verein der Schweizer Presse (VSP) umbenannte.
1900 spaltete sich der Schweizerische Zeitungsverleger-Verband ab. 1976 wurde der Verein in Verband der Schweizer Journalisten (VSJ), im Dezember 1992 in Schweizer Verband der Journalistinnen und Journalisten (SVJ) und 2003 in «impressum – die Schweizer Journalistinnen» umbenannt.

## Konflikt um Gesamtarbeitsvertrag der Westschweizer Presse
2013 führten Diskussionen um Neuverhandlungen des Gesamtarbeitsvertrag der Westschweizer Presse zwischen impressum und dem Westschweizer Verlegerverband Médias Suisses zu internen Auseinandersetzungen um die Frage, ob der neue Gesamtarbeitsvertrag unterzeichnet werden sollte oder nicht. Eine starke Mehrheit der Delegierten insbesondere auch der betroffenen Westschweizer Sektionen sprach sich an der ausserordentlichen Delegiertenversammlung für die Unterzeichnung aus. Dies führte zu starken Protesten einiger Exponenten aus der besonders betroffenen Sektion impressum Vaud, die sich gegen den demokratischen aber aus ihrer Sicht nicht legitimierten Entscheid der Delegiertenversammlung wehrten.